# Кемекалганський сільський округ
Кемекалга́нський сільський округ (каз. Кемеқалған ауылдық округі, рос. Кемекалганский сельский округ) — адміністративна одиниця у складі Толебійського району Туркестанської області Казахстану. Адміністративний центр — село Абай.
Населення — 4758 осіб (2021; 5563 у 2009, 4382 у 1999, 3979 у 1989).
Станом на 1989 рік існувала Казгуртська сільська рада (села Абай, Акбастау, Александровка, Ангарата, Єльтай, Жиланбузган, Кар'єр, Кизилканат, Кизил-Октябр, Михайловка, Нестеровка, Пролетаровка, Строїтельне, Султанрабат, Текесу, Уюмшил, селища Нефтерозвідка, Підхоз), село Каракія перебувало у складі Галкинської сільської ради, частина села Каратобе — у складі Калінінської сільської ради, частина села Каратобе — у складі Каскасуської сільської ради. 1993 року Казгуртська сільська рада перетворена в Казгуртський сільський округ. Після 1999 року села Абай, Акбастау, Ангарата, Кар'єр, Текесу та Уйимшил (колишнє село Уюмшил) — утворили Кемекалганський сільський округ. Село Текесу згідно з постановою уряду Казахстану № 1110 від 18 жовтня 2013 року разом з територією площею 19,51 км² було приєднане до міста Шимкент.

## Склад
До складу округу входять такі населені пункти:
| Населений пункт  | Колишні назви      | Населення, осіб (1989) | Населення, осіб (1999) | Населення, осіб (2009) | Населення, осіб (2021) |
| ---------------- | ------------------ | ---------------------- | ---------------------- | ---------------------- | ---------------------- |
| Абай, село       | -                  | 487                    | 570                    | 1529                   | 1282                   |
| Акбастау, село   | -                  | 433                    | 1181                   | 1491                   | 1339                   |
| --Кар'єр, село   | -                  | 681                    | 602                    | -                      | -                      |
| Ангарата, село   | -                  | 1593                   | 1297                   | 951                    | 969                    |
| Каракія, село    | -                  | 126                    | 191                    | 305                    | 199                    |
| Каратобе, село   | -                  | -                      | 135                    | 640                    | 411                    |
| --Каратобе, село | (Калінінська с.р.) | 100                    | -                      | -                      | -                      |
| --Каратобе, село | (Каскасуська с.р.) | 245                    | -                      | -                      | -                      |
| Уйимшил, село    | -                  | 314                    | 406                    | 647                    | 558                    |